# Schlaggraben (Gemeinde Breitenau)
Schlaggraben ist eine Streusiedlung und eine Katastralgemeinde der Gemeinde Breitenau am Hochlantsch im Bezirk Bruck-Mürzzuschlag in Steiermark.
Der Schlaggraben ist ein westlich von St. Jakob gelegenes Tal mit zahlreichen Einzellagen, wobei bei der Zufahrt die zentral gelegene Ortslage Schlager passiert werden muss.

## Siedlungsentwicklung
Zum Jahreswechsel 1979/1980 befanden sich in der Katastralgemeinde Schlaggraben insgesamt 64 Bauflächen mit 55.198 m² und 36 Gärten auf 34.947 m², 1989/1990 gab es 74 Bauflächen. 1999/2000 war die Zahl der Bauflächen auf 174 angewachsen und 2009/2010 bestanden 123 Gebäude auf 172 Bauflächen.

## Bodennutzung
Die Katastralgemeinde ist land- und forstwirtschaftlich geprägt. 350 Hektar wurden zum Jahreswechsel 1979/1980 landwirtschaftlich genutzt und 1.156 Hektar waren forstwirtschaftlich geführte Waldflächen. 1999/2000 wurde auf 256 Hektar Landwirtschaft betrieben und 1.286 Hektar waren als forstwirtschaftlich genutzte Flächen ausgewiesen. Ende 2018 waren 212 Hektar als landwirtschaftliche Flächen genutzt und Forstwirtschaft wurde auf 1.281 Hektar betrieben. Die durchschnittliche Bodenklimazahl von Schlaggraben beträgt 10,4 (Stand 2010).